# Convergence (película de 1999)
Convergence (conocida en Argentina como Convergencia) es una película canadiense-estadounidense de suspenso y misterio de 1999, dirigida por Gavin Wilding, que a su vez la escribió junto a Raul Inglis y John Fairley, musicalizada por Chris Ainscough, Mike Rheault y Robert Smart, en la fotografía estuvo Glen Winter, los protagonistas son Cynthia Preston, Adrian Paul y Christopher Lloyd, entre otros. El filme fue producido por Convergence Productions y Rampage Entertainment Inc., se estrenó en septiembre de 1999.

## Sinopsis
A un joven periodista se le ordena que haga su labor junto a un escritor con más experiencia en un diario provocador. Tienen que escribir acerca de un paciente de un hospital psiquiátrico del cual se dice que puede augurar el fallecimiento de la gente.